# Marmorirana smrdljivka
Marmorirana smrdljivka (znanstveno ime Halyomorpha halys) je vrsta stenice iz družine ščitastih stenic, izvorno razširjena v Vzhodni Aziji, ki je bila v začetku 21. stoletja vnešena v Evropo in Severno Ameriko, kjer se zdaj intenzivno širi.

## Opis
Kot ostale predstavnice družine ima, gledano z vrha, obliko ščita. V dolžino meri 12 do 17 mm in je lisasto rjave barve (»marmorirana«). Odrasla žival tehta med 100 in 150 mg. Od nekaterih podobno obarvanih stenic jo je možno ločiti po beli progi na tipalnicah. Takšno progo imajo tudi nimfe, ki so podobno obarvane, le v prvih stadijih kmalu po izvalitvi so črne. Drugi predstavniki evropske favne stenic so zelo podobni in lahko povzročajo zmedo, predvsem sivi smrdljivec (Rhaphigaster nebulosa), ki je skoraj enako obarvan. Razlikujeta se po tem, da ima marmorirana smrdljivka oglato konico glave, sivi smrdljivec pa zaokroženo, poleg tega ima sivi smrdljivec na prsnem delu med narastišči nog izrazit naprej obrnjen trn, ki pri marmorirani smrdljivki manjka.
Smrdljiv izloček, ki ga žival spusti kadar je vznemirjena, je tako kot pri ostalih stenicah sestavljen iz mešanice hlapnih ogljikovodikov, pri tej vrsti prevladujejo tridekan, 2(5H)-furanon 5-etil in (E)-2-decenal. Opisujejo ga kot »jedek, podoben koriandru«.

## Življenjski krog in ekologija
Izvorno območje razširjenosti obsega Japonsko, Kitajsko, Korejski polotok in Tajvan. V tem okolju se običajno razvije ena generacija letno (pravimo, da je vrsta univoltina), v ugodnejših predelih pa lahko celo do štiri. Ko pade povprečna dnevna temperatura jeseni pod 9 °C, se odrasli osebki zberejo v primernih skrivališčih za prezimovanje in preidejo v stanje diapavze, spomladi pa se razpršijo in pričnejo razmnoževati.
Pri dvorjenju imajo – tako kot pri vseh stenicah – pomembno vlogo feromoni, pa tudi vibracijski signali, ki jih živali obeh spolov proizvajajo s tresenjem zadka. Na podlagi signalov se samec in samica prepoznata in najdeta. Posebnost vibracijskih signalov te vrste je njihova nizka frekvenca, pa tudi izredna dolžina enega od samčevih tipov signalov, ki presega vse doslej opisane signale stenic. Pomen teh posebnosti še ni razjasnjen.
Samice se parijo večkrat zapovrstjo, parjenje traja okrog 10 minut, kar je bistveno krajše od sorodnih vrst. V plodnem obdobju izležejo med 100 in 500 jajčec, v povprečju okrog 250. Čas razvoja do odraslih živali je odvisen od temperature in prehrane, v laboratorijskih pogojih traja okrog 50 dni.
Stenica je rastlinojeda in izrazito polifaga, kar pomeni, da se prehranjuje z mnogo vrstami rastlin; obstajajo podatki o več kot 100 vrstah gostiteljskih rastlin iz 45 družin, od tega je največ metuljnic in rožnic. Osebki potrebujejo za optimalen razvoj več vrst gostiteljev.

### Širjenje in pomen za človeka
V Vzhodni Aziji je vrsta pomemben škodljivec na kmetijskih rastlinah, predvsem sadnih drevesih, kot so jablane, hruške, breskve in ebenovci (kaki). Ob sesanju rastlinskih sokov na plodovih povzroča razbarvanje ali pojav črnih pik na površini ter deformacije (predvsem pri nezrelih plodovih), kar znižuje njihovo ekonomsko vrednost. Poleg tega predstavlja nevšečnost jeseni, ko v velikih gručah sili v človekova prebivališča prezimovat.
Izven izvornega območja razširjenosti so jo prvič opazili v Pensilvaniji na severovzhodu ZDA, od takrat se je hitro razširila po večjem delu regije, leta 2005 pa so jo opazili tudi v Kaliforniji na drugi strani celine. Zaradi širokega nabora gostiteljev povzroča veliko skrbi kmetovalcem, vendar zaenkrat predstavlja le manj pomembnega škodljivca na okrasnih rastlinah in nevšečnost ob iskanju zavetišč za prezimovanje v človekovih bivališčih.
Še novejšega datuma je vnos v Evropo. Prvič so vrsto opazili poleti 2007 blizu Züricha v Švici, od takrat se je ustalila in razširila po več švicarskih kantonih ter sosednjih državah: posamezne osebke so našli v Nemčiji (2011), Franciji (2012) in Italiji (2012). V Italiji se je v roku nekaj let namnožila do te mere, da je začela povzročati opazno škodo v kmetijstvu, predvsem v pridelavi breskev v pokrajini Modena (Padska nižina). Preko vzhoda Italije je sčasoma prodrla tudi do Slovenije, kjer so spomladi 2017 v okolici Nove Gorice našli prve primerke.